# Хосе Марія Пенья
Хосе Марія Пенья (ісп. José María Peña, 19 квітня 1895, Гечо, Біскайя, Країна Басків, Іспанія — 13 січня 1988, Гечо) — іспанський футболіст, що грав на позиції захисника. По завершенні ігрової кар'єри — тренер.
Виступав, зокрема, за клуби «Аренас» (Гечо) та «Реал Мадрид», а також національну збірну Іспанії.
Володар Кубка Іспанії. Чемпіон Іспанії.

## Клубна кар'єра
У дорослому футболі дебютував 1915 року виступами за команду клубу «Аренас» (Гечо), в якій провів одинадцять сезонів. За цей час виборов титул володаря Кубка Іспанії.
Своєю грою за цю команду привернув увагу представників тренерського штабу клубу «Реал Мадрид», до складу якого приєднався 1926 року. Відіграв за королівський клуб наступні шість сезонів своєї ігрової кар'єри. За цей час додав до переліку своїх трофеїв титул чемпіона Іспанії.
Завершив професійну ігрову кар'єру у клубі «Сельта Віго», за команду якого виступав протягом 1932—1933 років.

## Виступи за збірну
1921 року дебютував в офіційних матчах у складі національної збірної Іспанії. Протягом кар'єри у національній команді, яка тривала 10 років, провів у формі головної команди країни 21 матч, забивши 1 гол.

## Кар'єра тренера
Розпочав тренерську кар'єру, ще продовжуючи грати на полі, 1932 року, очоливши тренерський штаб клубу «Сельта Віго».
Останнім місцем тренерської роботи був клуб «Реал Ов'єдо», головним тренером команди якого Хосе Марія Пенья був з 1935 по 1936 рік.

## Досягнення
- Володар Кубка Іспанії (1):

«Аренас» (Гечо): 1919
- Чемпіон Іспанії (1):

«Реал Мадрид»: 1931–1932